# 杨连君
杨连君，男，医学博士后，病理学家。现任中华人民共和国煤炭总医院病理科主任。

## 生平
杨连君於第四军医大学临床医学六年制本科毕业后留校任教。第四军医大学病理学硕士和博士学位。第二军医大学免疫病理学专业博士后。曾任白求恩国际和平医院病理科副主任、主任。河北省、北京军区和石家庄市病理学会委员。中国病理主任联会会员。《临床误诊误治》和《华北国防医药》杂志编委。擅长肿瘤病理和手术中病理诊断。

## 外部連結
- 杨连君的新浪微博
- 白求恩国际和平医院官方网站
- 杨连君-煤炭总医院 （页面存档备份，存于）
- 杨连君; 刘也良. . 中国卫生. 2014, (6): 21-22  [2018-10-03]. （原始内容存档于2019-08-18）.